# Xyletinus pectinatus
Xyletinus pectinatus är en skalbaggsart som först beskrevs av Fabricius 1792.  Xyletinus pectinatus ingår i släktet Xyletinus, och familjen trägnagare. Enligt den finländska rödlistan är arten nära hotad i Finland. Arten är reproducerande i Sverige. Artens livsmiljö är moskogar.

## Bildgalleri

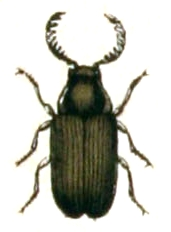